# Warrick County
Warrick County är ett administrativt område i delstaten Indiana, USA, med 59 689 invånare (2010). Den administrativa huvudorten (county seat) är Boonville.

## Geografi
Enligt United States Census Bureau har countyt en total area på 1 012 km². 995 km² av den arean är land och 18 km² är vatten.

### Angränsande countyn
- Pike County - norr
- Dubois County - nordost
- Spencer County - öster
- Daviess County, Kentucky - sydost
- Henderson County, Kentucky - Syd- och sydväst
- Vanderburgh County - väster
- Gibson County - nordväst

### Orter
- Boonville (huvudort)
- Chandler